# ムラタコウジ
ムラタコウジ（本名：村田 貢司（むらた こうじ）、1986年5月26日 - ）は、日本の漫画家、元お笑い芸人。男性。大阪府枚方市出身、東京都練馬区在住。既婚。

## 来歴
枚方市山之上で育つ。枚方市立第四中学校出身。高校時代は野球部に所属。大阪教育大学在学中の19歳のときお笑い芸人を目指し、幼馴染で同級生であった中山杏太（現・きょうた）と漫才コンビ『TMラバーズ』を結成、2005年の第5回M-1グランプリに初出場（この時はアマチュア）。のち、吉本興業に所属しプロのお笑いコンビとして本格的に活動する。
ただ、芸人としての活動に限界を感じたため、2013年頃に芸能活動を引退し『TMラバーズ』は解散。その後は暫くコンビニエンスストアでアルバイトをしていたが、ムラタに絵心があることを知っていた知人から漫画家になってみてはとアドバイスされたことから、漫画家を目指すようになる。ちょうどこの頃、古泉智浩が開催する漫画のカルチャースクールに参加したことをきっかけに、古泉に弟子入りし漫画制作の修行をすることになる。なお、元相方のきょうたとはコンビ解消後も付き合いは続いているほか、きょうたは現在の相方であるおせつとともにドラマ『アカイリンゴ』にて人気漫才師「おけつと金太」としてゲスト出演した。
カルチャースクール仲間が原作したものを作画し初めてヤンマガに持ち込むも、絵が下手だと酷評されたことで発奮、漫画制作に本腰を入れる。その後佐藤秀峰が主催するコンテストに応募したところ佳作に選ばれ、それを元にした作品をスピリッツに出したところそれも佳作となり（第258回スピリッツ賞佳作受賞）、担当が付くことになる。その後は暫くボツが続いたものの、のちの連載作品となる『野球部のヒロコせんせい』の元になった作品が気に入られ、初めて雑誌に掲載されることとなる。
漫画家としては、ムラタコウジ名義で2013年に月刊!スピリッツ2013年8月号で掲載された読み切り作『ボールです! ヒロコ先生ぇ!!』にてデビュー。2014年より月刊!スピリッツにて自身初の連載作品となる『野球部のヒロコせんせい』を連載開始。『このマンガがすごい!2016』にて「この新人がすごい!」の一人として佐藤洋寿とともに大きく取り上げられ、『てのひらにアイを!』は小学館のマンガアプリで閲覧数2400万を超える人気作となった。
週刊漫画ゴラクで2018年より連載を開始した『高嶺のハナさん』は、実写ドラマ化作品として2021年4月よりBSテレビ東京ほかで放送された。また、コミックDAYSで連載された『アカイリンゴ』も2023年1月より朝日放送テレビで実写ドラマとして放送された。

## 作品リスト

### 漫画作品

#### 連載
- 野球部のヒロコせんせい（『月刊!スピリッツ』2014年7月号[16] - 2015年6月号）
- てのひらにアイを！（『週刊ビッグコミックスピリッツ』2016年36号[17] - 2017年47号）
- ぽちゃこい（『週刊漫画ゴラク』）
- 高嶺のハナさん（『週刊漫画ゴラク』2018年8月17日号[13] - 連載中）
- アカイリンゴ（『コミックDAYS』2020年1月[18]14日[19] - 2024年5月28日[20]）
- だぶるぷれい（『コミックヘヴン』Vol.46[21] - 連載中）

#### 読み切り
- ボールです！ヒロコ先生ぇ!!（『月刊!スピリッツ』2013年8月号）
- 「はじめてのフェス」体験エッセイ（『週刊ビッグコミックスピリッツ』2018年32号[22]）

### 書籍
- 『野球部のヒロコせんせい』、小学館〈ビッグコミックス〉2014年 - 2015年、全2巻
- 『てのひらにアイを！』、小学館〈ビッグコミックス〉2016年 - 2017年、全5巻
- 『ぽちゃこい』、日本文芸社〈ニチブンコミックス〉2017年 - 2018年、全2巻
- 『高嶺のハナさん』、日本文芸社 〈ニチブンコミックス〉2019年 - 、既刊12巻（2025年5月9日現在）
- 『アカイリンゴ』、講談社〈ヤンマガKCスペシャル〉2020年 - 2024年、全8巻
- 『だぶるぷれい』、日本文芸社〈CHコミックス〉2021年 - 、既刊6巻（2025年6月27日現在）

### その他
- がんばれクマモト！マンガよせがきトレイン（ラッピング列車、2017年[23]）寄稿

## 関連人物
古泉智浩
漫画家としての師匠。